# Arthur Capper
Arthur Capper (Garnett, 1865. július 14. – Topeka, 1951. december 19.) az Amerikai Egyesült Államok szenátora (Kansas, 1919–1949).